# مونيكا جويس
مونيكا جويس (بالإنجليزية: Monica Joyce) هي منافسة ألعاب القوى أمريكية وأيرلندية وبريطانية، ولدت في 26 يوليو 1958.

## وصلات خارجية
- مونيكا جويس على موقع أوليمبيديا (الإنجليزية)